# Walter Vandepitte
Walter Vandepitte (Beselare, 1942) is een Belgisch landbouwkundig ingenieur en emeritus hoogleraar aan de Katholieke Universiteit Leuven.

## Levensloop
Walter Vandepitte werd landbouwkundig ingenieur aan de Katholieke Universiteit Leuven en promoveerde tot doctor aan de Iowa State University in de Verenigde Staten. Aan de Leuvense universiteit behaalde hij tevens een MBA.
Hij begon zijn carrière in 1967 bij de Landbouwvoorlichtingsdienst van de Boerenbond. In 1995 werd hij ondervoorzitter van de Boerenbond in opvolging van Noël Devisch, die voorzitter werd. Eind 1994 werd hij reeds tot voorzitter van de raad van bestuur van de Groep Aveve benoemd. Vandepitte bekleedde beide mandaten tot 2007. In 1993 werd hij reeds voorzitter van het Vlaams Centrum voor Agro- en Visserijmarketing (VLAM), waarvan hij in 2000 ook afgevaardigd bestuurder werd. Beide mandaten legde hij in 2007 neer.
Vandepitte was van 1977 tot 2007 deeltijds hoogleraar aan de  faculteit Landbouwwetenschappen van de KU Leuven, waaraan hij sinds 1973 verbonden was. Zijn interesse ging uit naar genetica en veeverbetering.